# Michael Brougham

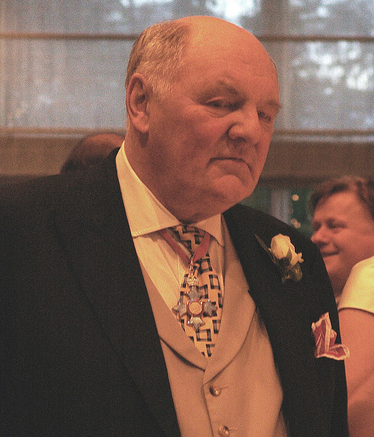
Michael Brougham, 5. baron Brougham i Vaux

Michael John Brougham (ur. 2 sierpnia 1938) – brytyjski arystokrata i polityk, syn Victora Broughama, 4. barona Brougham i Vaux, oraz Jean Follet, córki brygadiera-generała Gilberta Folleta.
Wykształcenie odebrał w Lycée Jaccard w Lozannie, Millfield School w Street (hrabstwo Somerset) i w Northampton Institute of Agriculture. 20 lipca 1963 r. ożenił się z Olivią Susan Gray (zm. 1986), córką kontradmirała Gordona Graya i Sonii Moore-Gwyn, córki majora Josepha Moore-Gwyna. Michael i Olivia mieli razem jedną córkę:
- Henrietta Louise Brougham (ur. 23 lutego 1965)

Pierwsze małżeństwo barona zakończyło się rozwodem w 1967 r. Po raz drugi ożenił się 17 stycznia 1969 r. z Catherine Jill Gulliver, córką Williama Gullivera. Małżonkowie rozwiedli się 9 grudnia 1981 r. Mieli razem jednego syna:
- Charles William Brougham (ur. 9 listopada 1971), absolwent Radley College i Reading University

Po śmierci ojca w 1967 r. odziedziczył tytuł barona Brougham i Vaux wraz z prawem do zasiadania w Izbie Lordów. Od 1995 r. jest zastępcą przewodniczącego Komitetu Izby Lordów oraz zastępcą speakera tej Izby. Pełnił również obecnie funkcję wiceprzewodniczącego Stowarzyszenia Parów Konserwatywnych. Poza Parlamentem działa na rzecz poprawy warunków bezpieczeństwa i higieny pracy. W latach 1986–1989 był prezesem Królewskiego Stowarzyszenia Przeciwdziałania Wypadkom (od 1990 r. wiceprezesem). Od 1994 r. jest współprzewodniczącym Narodowej Rady Bezpieczeństwa i Higieny. W latach 1989–1991 był przewodniczącym Tax Payer's Society. Od 1992 r. jest przewodniczącym Europejskiego Stowarzyszenia Bezpieczeństwa Pojazdów.
W 1995 r. został komandorem Orderu Imperium Brytyjskiego. Po reformie Izby Lordów z 1999 r. zasiada w Izbie wyższej jako jeden z parów dziedzicznych. Lord Brougham mieszka obecnie na Westminster Garden nr 11 na Marsham Street w Londynie.